# Nicolas Benezet
Pour les articles homonymes, voir Benezet.
Nicolas Benezet, né le 24 février 1991 à Montpellier, est un footballeur français évoluant au poste d'ailier.

## Biographie

### Jeunesse
Nicolas Benezet est né à Montpellier, dans le département de l'Hérault. Il est le fils de Michel Benezet, ancien entraîneur adjoint du Nîmes Olympique et du Paris FC. Il grandit à Montpellier (dans le quartier de La Croix d’Argent) puis à La Grande-Motte avant de partir à Nîmes à l'âge de 13 ans.

### Montpellier Hérault Sport Club
Le joueur débute au centre de formation du Montpellier Hérault Sport Club en 1995. Il fait partie de la même équipe que Mathieu Deplagne, Jonathan Ligali, Adrien Regattin. En 2004, après neuf années passées au club, il est exclu à l’âge de 13 ans car il ne correspond pas aux critères athlétiques du club en raison de sa petite taille.

### Nîmes Olympique
Il rejoint le centre de formation du Nîmes Olympique en 2004, son père y étant chargé des moins de 16 ans nationaux. Il fait partie de la génération 91 des crocos. En 2009, il intègre l'équipe réserve du club qui évolue en CFA2 où il côtoie des joueurs comme Andy Delort, Abdel Malik Hsissane. Il est l'un des artisans de la victoire en finale de la coupe Gard Lozère.
Jean-Michel Cavalli le lance alors en Ligue 2 le 15 octobre 2010 contre le FC Istres. Après l'arrivée en cours de saison de Noël Tosi (nouvel entraineur du club), Nicolas Benezet se voit offrir son premier contrat professionnel à l'âge de dix-neuf ans. Durant cette saison, il inscrit trois buts dont deux en championnat.
À la suite de son excellente saison 2010/2011, Nicolas Benezet est appelé en équipe de France espoirs pour disputer le tournoi International de Toulon. Durant ce tournoi, il inscrit deux buts (contre la Chine et le Mexique) et délivrera une passe décisive. L'équipe de France s'inclinera en finale du tournoi contre la Colombie.
Après la descente du club en National, Nicolas Benezet marque sept buts et s'impose comme titulaire. Il participe par la même occasion au sacre de champion de National du Nîmes Olympique. Il déclare que la montée en Ligue 2 fut sa plus forte émotion dans sa carrière professionnelle[réf. nécessaire].
Lors de la saison 2012-13, après une excellente saison - avec 33 matchs disputés pour 9 buts et 8 passes décisives - il est élu meilleur joueur du championnat de Ligue 2 par France Football. Lors du dernier match de la saison face à Auxerre, il reçoit une ovation de la part du Stade des Costières. Il avait publié peu de temps avant la rencontre sur son compte Twitter qu'il ressentait « un pincement au cœur en vidant son casier après 10 années passées ici »[réf. nécessaire]. En fin de saison, le Nîmes Olympique annonce officiellement que le joueur va quitter le club. Plusieurs clubs le sollicitent alors dont Bastia, Sochaux et Évian Thonon Gaillard.

### Évian Thonon Gaillard FC
Le 2 juillet 2013, il signe à Évian TG pour 4 ans. Son transfert s'élève à 1.5 million d'euros .
Il commence la saison comme titulaire sur le couloir droit. Il inscrit un but contre Guingamp et marque ainsi son premier but en Ligue 1. Il se blesse et manque le mois de décembre 2013. Il participe au maintien de l'équipe en Ligue 1. Pour sa première saison en Ligue 1, Nicolas Benezet dispute 29 matchs (dont 18 en tant que titulaire), marque 3 buts et délivre 2 passes décisives. En fin de saison, il fait partie de l'équipe type des révélations de Ligue 1 d'après le site sport.fr.
Il déclare début aout 2014, au journal Le Dauphiné libéré que la saison 2014-15 doit être celle de son « explosion » en Ligue 1. En décembre 2014, il se blesse face à Guingamp. Victime d'une luxation du coude, il est indisponible plus d'un mois.
Après avoir été prêté quatre mois à Caen, il quitte le club haut savoyard relégué en Ligue 2 à l'été 2015 pour rejoindre Guingamp. Il avouera plus tard que ses relations avec Pascal Dupraz (entraîneur de l'ETG) étaient compliquées.

### Stade Malherbe de Caen
Le 2 février 2015, dans le cadre d'un échange de joueur avec Mathieu Duhamel, il est prêté au SM Caen jusqu'à la fin de la saison. 
Il inscrit son premier but sous les couleurs normandes en offrant la victoire face à l'Olympique de Marseille lors de la 27e journée de championnat (victoire 2-3) qui est également élu plus beau but de la 27e journée de Ligue 1 par L'Équipe. La semaine suivante, à la suite de la défaite 1-2 face aux Girondins de Bordeaux, il perd sa place de titulaire. Il la retrouve lors de la 35e journée et est buteur à cette occasion (match nul 1-1 face à l'OGC Nice) puis lors de la 36e journée où il inscrit un doublé face à l'Olympique lyonnais pour une victoire 3-0 des Caennais. Il sera l'auteur d'une passe décisive la semaine suivante à Bastia.
À la suite d'un très bon mois de mai où il est l'auteur de trois buts et d'une passe décisive, les supporters de Malherbe le consacrent « joueur du mois ».

### En avant Guingamp
Le 3 juillet 2015, Nicolas Benezet signe pour quatre ans à Guingamp. Le transfert est estimé à 1,2 million d'euros.
Il inscrit son premier but avec le club lors de la quatrième journée de Ligue 1 face à l'Olympique de Marseille lors de la victoire de l'En avant Guingamp 2-0. Il sera ensuite auteur d'un doublé face à Monaco. Il écope du premier carton rouge de sa carrière à Montpellier en décembre 2015.
Souffrant d'une pubalgie depuis aout 2015, il manque la deuxième partie de saison 2015-2016 et ne reprend l'entrainement qu'en juillet 2016, ce qui l'empêche de reprendre le début de la saison avec l'équipe pro. Il reprend le 11 janvier 2017 après 11 mois d'absence en Coupe de la ligue face à Bordeaux, à cette occasion il inscrit un but mais son équipe s'incline en quarts de finale. Deux semaines après, il réapparait comme titulaire face à l'Olympique lyonnais et est l'auteur d'une passe décisive et d'un but permettant à l'EAG de l'emporter sur le score de 2-1.
La saison 2018-2019 se révèle compliquée pour Benezet et l'En avant Guingamp. Sur le plan collectif, l'équipe ne parvient pas à se sauver de la relégation malgré le retour de Jocelyn Gourvennec à la barre du club breton. Côté personnel, la relation avec le nouvel entraîneur ne lui permet pas de s'exprimer sur le terrain et il souhaite quitter le club à l'issue de la saison.

### Départ en Major League Soccer
S'il est initialement convoqué pour la stage de pré-saison avec Guingamp, Benezet s'entraîne avec l'équipe réserve au cours de l'été 2019. C'est finalement le 30 juillet qu'il s'engage officiellement avec le Toronto FC, franchise de MLS, pour une durée de six mois en prêt, le club canadien ayant une option de deux années supplémentaires minimum. Il marque en finale de conférence contre Atlanta (victoire 1-2). Titulaire lors de la Coupe MLS, il s'incline avec ses coéquipiers face aux Sounders de Seattle (défaite 3-1). Son option d'achat n'est néanmoins pas levée au terme de la saison. Il estime alors avoir été berné par le directeur général Ali Curtis et l'agent français Jérôme Meary, n'ayant disputé que cinq rencontres comme titulaire lors de la saison régulière alors qu'une option d'achat automatique devait se lever à la sixième titularisation. Il revient alors s'entretenir en France dans le Gard avant de reprendre avec l'EA Guingamp au 1er janvier 2020.
Finalement, le 14 janvier 2020, le joueur s'engage avec les Rapids du Colorado et reste donc en Major League Soccer. Il signe un contrat garanti jusqu'à la fin de la saison 2021 puis une année en option. En manque de temps de jeu et toujours à la recherche de son premier but avec la franchise du Colorado, Benezet est transféré aux Sounders de Seattle lors du dernier jour du marché estival le 5 août 2021, venant alors renforcer une offensive décimée par les blessures à Seattle.

### Retour aux origines dans le Gard
Le 24 mai 2022, après avoir joué pour plusieurs clubs français et d'Amérique du Nord, il fait son retour dans le club de ses débuts, le Nîmes Olympique. Il signe un contrat d'un an, avec trois saisons en option. Cependant son retour ne se passe pas comme prévu dans la capitale gardoise, après une relégation en National et un conflit avec le président en place Rani Assaf il quitte le club.
Il rejoint par la suite un autre club du Gard, celui de l'ES Grau-du-Roi en Régional 1 afin de garder la forme et dans l'attente d'une proposition d'un club professionnel. Il rejoint 1 mois plus tard le club chypriote du Karmiótissa FC en Cyta Championship, la première division chypriote. En décembre 2023, il retourne finalement à l'ES Grau-du-Roi, second de son championnat et en course pour l'accession en division supérieure.

### Olympique d'Alès en Cévennes
"Le 30 août 2024, Benezet a signé un contrat avec l'Olympique d'Alès en Cévennes et a rejoint le club.

## Statistiques
| Saison                | Club                  | Championnat           | Championnat | Championnat | Coupe nationale | Coupe nationale | Coupe de la Ligue | Coupe de la Ligue | Compétition(s) continentale(s) | Compétition(s) continentale(s) | Compétition(s) continentale(s) | Sélection      | Sélection | Sélection | Total | Total |
| Saison                | Club                  | Division              | M.          | B.          | M.              | B.              | M.                | B.                | Comp.                          | M.                             | B.                             | Équipe         | M.        | B.        | M.    | B.    |
| 2010-2011             | Nîmes Olympique       | Ligue 2               | 23          | 2           | 3               | 1               | -                 | -                 | -                              | -                              | -                              | France espoirs | 3         | 2         | 29    | 5     |
| 2011-2012             | Nîmes Olympique       | National              | 34          | 7           | 2               | 0               | -                 | -                 | -                              | -                              | -                              | -              | -         | -         | 36    | 7     |
| 2012-2013             | Nîmes Olympique       | Ligue 2               | 33          | 9           | 2               | 0               | 1                 | 0                 | -                              | -                              | -                              | -              | -         | -         | 36    | 9     |
| Sous-total            | Sous-total            | Sous-total            | 90          | 18          | 7               | 1               | 1                 | 0                 | -                              | -                              | -                              | -              | 3         | 2         | 101   | 21    |
| 2013-2014             | Evian Thonon Gaillard | Ligue 1               | 29          | 5           | 3               | 3               | 1                 | 0                 | -                              | -                              | -                              | -              | -         | -         | 33    | 8     |
| 2014-2015             | Evian Thonon Gaillard | Ligue 1               | 11          | 3           | -               | -               | 1                 | 0                 | -                              | -                              | -                              | -              | -         | -         | 12    | 3     |
| Sous-total            | Sous-total            | Sous-total            | 40          | 8           | 3               | 3               | 2                 | 0                 | -                              | -                              | -                              | -              | -         | -         | 45    | 11    |
| 2014-2015             | SM Caen (prêt)        | Ligue 1               | 12          | 4           | -               | -               | -                 | -                 | -                              | -                              | -                              | -              | -         | -         | 12    | 4     |
| 2015-2016             | EA Guingamp           | Ligue 1               | 19          | 4           | -               | -               | 2                 | 0                 | -                              | -                              | -                              | -              | -         | -         | 21    | 4     |
| 2016-2017             | EA Guingamp           | Ligue 1               | 5           | 1           | 1               | 0               | 1                 | 1                 | -                              | -                              | -                              | -              | -         | -         | 7     | 2     |
| 2017-2018             | EA Guingamp           | Ligue 1               | 29          | 3           | 1               | 0               | 0                 | 0                 | -                              | -                              | -                              | -              | -         | -         | 30    | 3     |
| 2018-2019             | EA Guingamp           | Ligue 1               | 25          | 3           | 1               | 0               | 2                 | 0                 | -                              | -                              | -                              | -              | -         | -         | 28    | 3     |
| Sous-total            | Sous-total            | Sous-total            | 78          | 15          | 3               | 0               | 5                 | 1                 | -                              | -                              | -                              | -              | -         | -         | 86    | 16    |
| 2019                  | Toronto FC (prêt)     | MLS                   | 12          | 3           | 1               | 0               | -                 | -                 | -                              | -                              | -                              | -              | -         | -         | 13    | 3     |
| 2020                  | Rapids du Colorado    | MLS                   | 13          | 5           | -               | -               | -                 | -                 | -                              | -                              | -                              | -              | -         | -         | 13    | 5     |
| 2021                  | Rapids du Colorado    | MLS                   | 11          | 3           | -               | -               | -                 | -                 | -                              | -                              | -                              | -              | -         | -         | 11    | 3     |
| Sous-total            | Sous-total            | Sous-total            | 36          | 11          | 0               | 0               | 0                 | 0                 | -                              | -                              | -                              | -              | -         | -         | 36    | 11    |
| 2021                  | Sounders de Seattle   | MLS                   | 14          | 3           | -               | -               | -                 | -                 | LCup                           | 2                              | 1                              | -              | -         | -         | 16    | 4     |
| 2022-2023             | Nîmes Olympique       | Ligue 2               | 21          | 5           | -               | -               | -                 | -                 | -                              | -                              | -                              | -              | -         | -         | 21    | 5     |
| 2023                  | Karmiótissa FC        | Cyta Championship     | 4           | 0           | 0               | 0               | -                 | -                 | -                              | -                              | -                              | -              | -         | -         | 4     | 0     |
| 2023-2024             | ES Grau-du-Roi        | Régional 1            | 9           | 1           | 1               | 0               | -                 | -                 | -                              | -                              | -                              | -              | -         | -         | 10    | 1     |
| Total sur la carrière | Total sur la carrière | Total sur la carrière | 292         | 61          | 14              | 4               | 8                 | 1                 | -                              | 2                              | 1                              | -              | 3         | 2         | 319   | 69    |

## Palmarès
- Nîmes Olympique
  - Champion de France National en 2012.
- EA Guingamp
  - Finaliste de la Coupe de la Ligue en 2018-2019
- Toronto FC
  - Finaliste de la Coupe MLS en 2019.

## Distinction personnelle
- Étoile d'or France Football de Ligue 2 en 2013